# BrowserChoice.eu

網站最初以隨機順序顯示五個主要瀏覽器，用戶可以在畫面上滾動以隨機順序顯示更多瀏覽器

BrowserChoice.eu是微軟在歐盟微軟競爭案裁決後於2010年3月建立的一個網站。該案件涉及歐洲聯盟對微軟的法律訴訟，認定微軟將Internet Explorer納入其佔據市場主導地位Windows作業系統，從而利用這一優勢在網頁瀏覽器市場創造了類似的市場地位。

## 概述
Microsoft Windows在作業系統市場中處於領先地位。微軟利用這一點，利用將Internet Explorer與Windows產品捆綁在一起，在網頁瀏覽器市場上也取得了壓倒性的市占率。歐盟執行委員會認為，這將剝奪使用者選擇其他瀏覽器產品的機會，BrowserChoice.eu將透過Windows Update部屬提供給使用者。選擇畫面利用了Internet Explorer的瀏覽器功能，將十二種瀏覽器按照隨機順序顯示，提供給預設瀏覽器為Internet Explorer的歐洲經濟區使用者。

## 瀏覽器列表
在Internet Explorer畫面上隨機順序列出了10至12個瀏覽器，優先顯示五個較受歡迎的瀏覽器，其餘的瀏覽器在畫面上向右滾動來顯示。當初預定按字母順序顯示，但受到批評後，採用了目前兩組隨機系統的方案。 
第一個組合中可以看到市場佔有率較高的Internet Explorer、Mozilla Firefox、Google Chrome、Opera、Safari。分別代表了Trident、Gecko、Blink和WebKit四個主要的排版引擎。另外，在第二個組合中，包含知名度較低的Avant Browser、Comodo Dragon、K-Meleon、Lunascape、Rockmelt、SlimBrowser、SRWare Iron。

## 外部連結
- .   [2017-11-26]. （原始内容存档于2014-02-20）.